# دان سوليفان (رجل أعمال)
دان سوليفان (بالإنجليزية: Dan Sullivan)‏ هو شخصية أعمال أمريكي، ولد في 15 أبريل 1950.